# Liste des États souverains et des territoires dépendants d'Afrique

Projection orthographique de l'Afrique.

Cet article est une liste des États souverains et des territoires dépendants d'Afrique. Elle compte à la fois les États pleinement reconnus, les États dont la reconnaissance est limitée et les territoires dépendants d'États africains et non africains. Elle recense 54 États souverains et 10 territoires non souverains.
Malte et certaines parties de la France, de l'Italie, du Portugal et de l'Espagne sont situées sur la plaque continentale africaine, certaines d'entre elles étant beaucoup plus proches du continent africain que le continent européen, mais sont souvent considérées politiquement comme européennes par convention. De même, Socotra est également sur la plaque africaine et beaucoup plus proche de l'Afrique, mais elle fait politiquement partie de l'État asiatique du Yémen. L'Égypte, bien que s'étendant en Asie à travers la péninsule du Sinaï, est considérée comme un État africain.

## États souverains

### États reconnus
Les 54 États suivants, pleinement reconnus, sont tous membres des Nations unies et de l'Union africaine,,.
| * | = Adhésion à l'Union africaine suspendue |

### États avec une reconnaissance limitée
Les États suivants sont des États qui se sont établis en Afrique en tant qu'États souverains, mais dont la reconnaissance officielle reste limitée et qui ne sont pas membres des Nations unies. La République arabe sahraouie démocratique est cependant membre de l'Union africaine.
| Drapeau | Carte | Noms courts et officiels en français    | Statut | Noms locaux courts et officiels | Capitale                                                           | Population | Superficie  |
| ------- | ----- | --------------------------------------- | --- | --- | ------------------------------------------------------------------ | ---------- | ----------- |
|         |       | République arabe sahraouie démocratique | Revendiquée en tant que partie des provinces les plus méridionales par le Maroc. Membre de l'Union africaine et reconnu par 20 membres de l'ONU comme le gouvernement représentatif du Sahara occidental. | Arabe : الجمهورية العربية الصحراوية الديمقراطية (al-Jumhūrīyah al-‘Arabīyah aṣ-Ṣaḥrāwīyah ad-Dīmuqrāṭīyah) Espagnol : República Árabe Saharaui Democrática | Laâyoune (proclamée) Arabe : العيون (al-ʿuyūn) Espagnol : El Aaiún | 652,271    | 267 405 km² |
|         |       | Somaliland Republique du Somaliland,    | État au sein des régions fédérales de Somalie. Reconnu par aucun membre de l'ONU,. | Arabe : جمهورية أرض الصومال — أرض الصومال (Jumhūrīyat Arḍ aṣ-Ṣūmāl) Somali : Jamhuuriyadda Somaliland                                                      | Hargeisa Arabe : هرجيسا Somali : Hargeysa                          | 4 000 000  | 137 600 km² |

## Territoires non souverains
Il y a actuellement onze territoires non souverains en Afrique avec Socotra. Tous sont des îles au large des côtes continentales.

### Territoires dépendants
Cette liste contient des territoires qui sont politiquement administrés comme dépendances externes d'autres nations.
| Drapeau                  | Carte | Noms courts et officiels en français | Statut | Noms locaux courts et officiels                                                    | Capitale                                                             | Population                   | Superficie |
| ------------------------ | ----- | ------------------------------------ | --- | ---------------------------------------------------------------------------------- | -------------------------------------------------------------------- | ---------------------------- | ---------- |
|                          |       | Îles Éparses                         | District des Terres australes et antarctiques françaises (territoire français d'outre-mer). Comprend les îles suivantes en quatre groupes : Bassas da India et l'Île Europa ; les Îles Glorieuses ; l'Île Juan de Nova (isolée) ; l'Île Tromelin (isolée). |                                                                                    | Saint-Pierre (hors du territoire sur l'île de La Réunion)            | Pas de population permanente | 38,60 km2  |
| Drapeau de Sainte-Hélène |       | Sainte-Hélène                        | Partie constitutive de Sainte-Hélène, Ascension et Tristan da Cunha (territoire britannique d'outre-mer) au sein de la couronne britannique, mais dotée de sa propre constitution. Île administrativement subdivisée en 8 districts habités. | Anglais : Saint Helena, partie de Saint Helena, Ascension and Tristan da Cunha     | Jamestown (également capitale du territoire britannique d'outre-mer) | 5 661                        | 394 km2    |
| Flag of Ascension Island |       | Ascension                            | Partie constitutive de Sainte-Hélène, Ascension et Tristan da Cunha (territoire britannique d'outre-mer) au sein de la couronne britannique, mais dotée de sa propre constitution. Île administrée dans un unique district. | Anglais : Ascension, partie de Saint Helena, Ascension and Tristan da Cunha        | Georgetown                                                           | 806                          | 88 km2     |
| Flag of Tristan da Cunha |       | Tristan da Cunha                     | Partie constitutive de Sainte-Hélène, Ascension et Tristan da Cunha (territoire britannique d'outre-mer) au sein de la couronne britannique, mais dotée de sa propre constitution. Archipel qui comprend l'île Tristan da Cunha (la seule habitée), l'Île Inaccessible, l'Île Nightingale (et ses deux îlets proches : Middle Island et l'Île Stoltenhoff) et l'île Gough. Administré dans un unique district. | Anglais : Tristan da Cunha, partie de Saint Helena, Ascension and Tristan da Cunha | Edinburgh of the Seven Seas (sur l'île Tristan da Cunha)             | 262                          | 207 km2    |

### Autres territoires
Cette liste contient les territoires qui sont administrés en tant que parties incorporées d'un État principalement non africain.
| Drapeau | Carte | Noms courts et officiels en français | Statut                            | Noms locaux courts et officiels                  | Capitale                                                                                 | Population | Superficie |
| ------- | ----- | ------------------------------------ | --------------------------------- | ------------------------------------------------ | ---------------------------------------------------------------------------------------- | ---------- | ---------- |
|         |       | Îles Canaries                        | Communauté autonome d'Espagne     | Espagnol : Islas Canarias                        | Santa Cruz et Las Palmas Espagnol : Santa Cruz de Tenerife et Las Palmas de Gran Canaria | 2 205 247  | 7 447 km2  |
|         |       | Ceuta Ville autonome de Ceuta        | Municipalité autonome d'Espagne   | Espagnol : Ceuta—Ciudad autónoma de Ceuta        | Ceuta Espagnol : Ceuta                                                                   | 76 861     | 28 km2     |
|         |       | Madère Région autonome de Madère     | Région autonome du Portugal       | Portugais : Madeira—Região Autónoma da Madeira   | Funchal Portugais : Funchal                                                              | 267 785    | 828 km2    |
|         |       | Mayotte Département de Mayotte       | Département et région d'outre-mer |                                                  | Mamoudzou                                                                                | 186 452    | 374 km2    |
|         |       | Melilla Ville autonome de Melilla    | Municipalité autonome d'Espagne   | Espagnol : Melilla—Ciudad autónoma de Melilla    | Melilla Espagnol : Melilla                                                               | 72 000     | 20 km2     |
|         |       | Îles Pélages                         | Territoire italien                | Italien : Isole Pelagie Sicilien : Ìsuli Pilaggî | Lampedusa e Linosa Italien : Lampedusa e Linosa Sicilien : Lampidusa e Linusa            | 6 304      | 21,4 km2   |
|         |       | Plazas de soberanía                  | Territoire d'outre-mer espagnol   | Espagnol : Plazas de soberanía                   | N/A                                                                                      | 74         |            |
|         |       | La Réunion Île de La Réunion         | Département et région d'outre-mer |                                                  | Saint-Denis                                                                              | 793 000    | 2 512 km2  |
|         |       | Socotra Gouvernorat de Socotra       | Gouvernorat du Yémen              | Arabe : سقطرى (Suqutra)                          | Hadiboh Arabe : حاديبو, (Ḥādībū)                                                         | 44 120     | 3 796 km2  |